# Palabrero
En la cultura Wayuu, el palabrero (putchipuü o pütche'ejachi en idioma Wayuu) es el elemento central en la administración de la justicia; su rol consiste en resolver a través de la mediación y negociación los conflictos entre los diferentes clanes e incluso con personas u organizaciones no pertenecientes al pueblo Wayuu.
Un palabrero es como un abogado, él representa una familia para resolver diferentes situaciones,  por ejemplo, al pedir la mano de una mujer cuando se casa. El  palabrero es quien arregla los problemas, como lo es un conflictos intraclaniles o un problema por tierras. Si no existe el palabrero no hay nadie quien  pueda resolver los desacuerdos, es imprescindible su presencia en todas las resoluciones de conflictos.                           
En el año 2010, fue reconocido por la UNESCO como parte del Patrimonio Inmaterial de la Humanidad. Es un sistema autóctono de derecho reconocido por los gobiernos Colombiano y Venezolano. Se organizan a través de la Junta Mayor Autónoma de Palabreros.